# جوني (لاعب كرة قدم)
جوني هو لاعب كرة قدم برازيلي في مركز الدفاع، ولد في 6 أغسطس 1985 في لفراس في البرازيل. لعب مع باوليستا وكينغداو جونون ونادي إيتوانو ونادي فاسكو دا غاما ونادي كورينثيانس ألاغوانو ونادي ناوتيكو.

## وصلات خارجية
- جوني (لاعب كرة قدم) على موقع قاعدة بيانات كرة القدم.إي يو (الإنجليزية)
- جوني (لاعب كرة قدم) على موقع Soccerway.com (الإنجليزية)